# Чехія на Чемпіонаті світу з легкої атлетики 2017
Чехія на Чемпіонаті світу з легкої атлетики 2017, що проходив з 4 по 13 серпня 2017 року в Лондоні (Велика Британія) була представлена 27 спортсменами.

## Медалісти
| Медаль | Спортсмен         | Змагання              | Дата     |
| ------ | ----------------- | --------------------- | -------- |
| Золото | Барбора Шпотакова | Метання списа (жінки) | 8 серпня |

## Результати

### Чоловіки
Трекові і шосейні дисципліни
| Спортсмен    | Дисципліна | Забіги    | Забіги | Півфінал  | Півфінал | Фінал           | Фінал           |
| Спортсмен    | Дисципліна | Результат | Місце  | Результат | Місце    | Результат       | Місце           |
| ------------ | ---------- | --------- | ------ | --------- | -------- | --------------- | --------------- |
| Павел Маслак | 400 м      | 45.10 SB  | 12 q   | 45.24     | 17       | Завершив виступ | Завершив виступ |
| Якуб Голуша  | 1500 м     |           |        |           |          |                 |                 |

Технічні дисципліни
| Спортсмен        | Дисципліна         | Кваліфікація | Кваліфікація | Фінал           | Фінал           |
| Спортсмен        | Дисципліна         | Результат    | Місце        | Результат       | Місце           |
| ---------------- | ------------------ | ------------ | ------------ | --------------- | --------------- |
| Міхал Балнер     | Стрибки з жердиною | 5.45         | 25           | Завершив виступ | Завершив виступ |
| Ян Кудлічка      | Стрибки з жердиною | 5.45         | 19           | Завершив виступ | Завершив виступ |
| Радек Юшка       | Стрибки у довжину  | 8.24         | 1 Q          | 8.02            | 10              |
| Ладіслав Прашіл  | Штовхання ядра     | 20,04        | 18           | Завершив виступ | Завершив виступ |
| Томаш Станек     | Штовхання ядра     | 20.76        | 9 Q          | 22.03           | 4               |
| Петр Фрідріх     | Метання списа      |              |              |                 |                 |
| Ярослав Ялек     | Метання списа      |              |              |                 |                 |
| Якуб Вадлейх     | Метання списа      |              |              |                 |                 |
| Вітеслав Веселий | Метання списа      |              |              |                 |                 |

Багатоборство — Десятиборство
| Атлет          | Дисципліна | 100 м | СуД | ШтЯ | СуВ | 400 м | 110б | МДс | СзЖ | МСп | 1500 м | Сума очок | Місце |
| -------------- | ---------- | ----- | --- | --- | --- | ----- | ---- | --- | --- | --- | ------ | --------- | ----- |
| Адам Хельцелет | Результат  |       |     |     |     |       |      |     |     |     |        |           |       |
| Адам Хельцелет | Очки       |       |     |     |     |       |      |     |     |     |        |           |       |

### Жінки
Трекові і шосейні дисципліни
| Спортсмен             | Дисципліна           | Забіги    | Забіги | Півфінал         | Півфінал         | Фінал            | Фінал            |
| Спортсмен             | Дисципліна           | Результат | Місце  | Результат        | Місце            | Результат        | Місце            |
| --------------------- | -------------------- | --------- | ------ | ---------------- | ---------------- | ---------------- | ---------------- |
| Сімона Врзалова       | 1500 м               | DNF       | –      | Завершила виступ | Завершила виступ | Завершила виступ | Завершила виступ |
| Єва Врабцова-Нівлтова | Марафон              | Н/Д       | Н/Д    | Н/Д              | Н/Д              | 2:29:56 PB       | 14               |
| Зузана Гейнова        | 400 м з бар'єрами    | 55.05     | 4 Q    | 54.59            | 1 Q              |                  |                  |
| Деніса Росолова       | 400 м з бар'єрами    | 55.41 SB  | 10 Q   | 56.40            | 17               | Завершила виступ | Завершила виступ |
| Люсі Секанова         | 3000 м з перешкодами |           |        |                  |                  |                  |                  |
| Анежка Драготова      | Ходьба 20 км         | Н/Д       | Н/Д    | Н/Д              | Н/Д              |                  |                  |

Технічні дисципліни
| Спортсмен            | Дисципліна         | Кваліфікація | Кваліфікація | Фінал            | Фінал            |
| Спортсмен            | Дисципліна         | Результат    | Місце        | Результат        | Місце            |
| -------------------- | ------------------ | ------------ | ------------ | ---------------- | ---------------- |
| Міхаела Груба        | Стрибки у висоту   |              |              |                  |                  |
| Романа Малачова      | Стрибки з жердиною | 4.35         | =18          | Завершила виступ | Завершила виступ |
| Їржина Птачнікова    | Стрибки з жердиною | 4.35         | =18          | Завершила виступ | Завершила виступ |
| Амаліє Швабікова     | Стрибки з жердиною | NH           | N/A          | Завершила виступ | Завершила виступ |
| Нікола Огроднікова   | Метання списа      | 59.99        | 17           | Завершила виступ | Завершила виступ |
| Барбора Шпотакова    | Метання списа      | 64.32        | 6 Q          | 66.76            | 1                |
| Катержина Шафранкова | Метання молота     | 70.67        | 11 q         | 71.34 SB         | 11               |

Багатоборство — Семиборство
| Атлет            | Дисципліна | 100б  | СуВ  | ШтЯ   | 200 м | СуД  | МСп   | 800 м   | Сума очок | Місце |
| ---------------- | ---------- | ----- | ---- | ----- | ----- | ---- | ----- | ------- | --------- | ----- |
| Катержина Цахова | Результати | 13.39 | 1.74 | 11.84 | 24.56 | 6.15 | 43.67 | 2:15.58 | 6070      | 15    |
| Катержина Цахова | Очки       | 1069  | 903  | 651   | 928   | 896  | 738   | 885     | 6070      | 15    |
| Елішка Клучинова | Результати | 14.03 | 1.86 | 14.80 | 24.72 | 6.16 | 41.91 | 2:13.00 | 6313      | 10    |
| Елішка Клучинова | Очки       | 974   | 1055 | 847   | 913   | 899  | 704   | 921     | 6313      | 10    |